# Storena hilaris
Storena hilaris là một loài nhện trong họ Zodariidae.
Loài này thuộc chi Storena. Storena hilaris được Tord Tamerlan Teodor Thorell miêu tả năm 1890.